# Cratere Huracan
Huracan è un cratere sulla superficie di Rea.